# 弦楽四重奏曲の一覧
弦楽四重奏曲の一覧。
弦楽四重奏曲を作曲家別に五十音順に並べた一覧。
現時点では、記事になっている曲、他言語版や知名度からして将来的に記事化される可能性が高い曲などをリストにしている。
| あ | い | う | え | お |
| か | き | く | け | こ |
| さ | し | す | せ | そ |
| た | ち | つ | て | と |
| な | に | ぬ | ね | の |

| は | ひ | ふ | へ   | ほ   |
| ま | み | む | め   | も   |
| や |    | ゆ |      | よ   |
| ら | り | る | れ   | ろ   |
| わ | を | ん | 関連 | 関連 |

## 曖昧さ回避
- 弦楽四重奏曲第1番
- 弦楽四重奏曲第2番
- 弦楽四重奏曲第3番
- 弦楽四重奏曲第4番
- 弦楽四重奏曲第5番
- 弦楽四重奏曲第6番
- 弦楽四重奏曲第7番
- 弦楽四重奏曲第8番
- 弦楽四重奏曲第9番
- 弦楽四重奏曲第10番
- 弦楽四重奏曲第11番
- 弦楽四重奏曲第12番
- 弦楽四重奏曲第13番
- 弦楽四重奏曲第14番
- 弦楽四重奏曲第15番
- 弦楽四重奏曲第16番

## あ行

### あ
- 弦楽四重奏曲第2番 (アッテルベリ)

### う
- 弦楽四重奏曲第4番 (ヴァスクス)
- 弦楽四重奏曲 (ヴェーベルン)
- 5つの断章 (ヴェーベルン)
- 弦楽四重奏曲 (ヴェルディ)
- 弦楽四重奏曲第1番 (ヴォーン・ウィリアムズ)
- 弦楽四重奏曲第2番 (ヴォーン・ウィリアムズ)

### え
- 弦楽四重奏曲 (エルガー)

### お
- 弦楽四重奏曲第1番 (オネゲル)
- 弦楽四重奏曲第3番 (オルウィン)

## か行

### か
- 子守歌 (ガーシュウィン)
- 弦楽四重奏曲第1番 (カーター)
- 弦楽四重奏曲第2番 (カーター)
- 弦楽四重奏曲第3番 (カーター)
- 弦楽四重奏曲第4番 (カーター)
- 弦楽四重奏曲第5番 (カーター)
- 弦楽四重奏曲第2番 (カーニス)

### く
- 弦楽四重奏曲第2番 (グバイドゥーリナ)
- 弦楽四重奏曲第3番 (グバイドゥーリナ)
- 弦楽四重奏曲第4番 (グバイドゥーリナ)
- 黒天使たち (クラム)
- 弦楽四重奏曲 (グリーグ)
- 1931年の弦楽四重奏曲 (クロフォード＝シーガー)

### こ
- 弦楽四重奏曲第2番 (コダーイ)

## さ行

### さ
- 弦楽四重奏曲第2番 (サッリネン)
- 弦楽四重奏曲第1番 (サン＝サーンス)
- 弦楽四重奏曲第2番 (サン＝サーンス)

### し
- 弦楽四重奏曲第1番 (シェーンベルク)
- 弦楽四重奏曲第2番 (シェーンベルク)
- 弦楽四重奏曲第3番 (シェーンベルク)
- 弦楽四重奏曲第4番 (シェーンベルク)
- 弦楽四重奏曲第4番 (シェルシ)
- 弦楽四重奏曲op.56 (シベリウス) 「親愛なる声」
- 弦楽四重奏曲第1番 (シマノフスキ)
- 弦楽四重奏曲第2番 (シマノフスキ)
- ヘリコプター弦楽四重奏曲 (シュトックハウゼン)
- 弦楽四重奏曲第1番 (シュニトケ)
- 弦楽四重奏曲第2番 (シュニトケ)
- 弦楽四重奏曲第3番 (シュニトケ)
- 弦楽四重奏曲第4番 (シュニトケ)
- 弦楽四重奏曲第1番 (シューベルト)
- 弦楽四重奏曲第2番 (シューベルト)
- 弦楽四重奏曲第3番 (シューベルト)
- 弦楽四重奏曲第4番 (シューベルト)
- 弦楽四重奏曲第5番 (シューベルト)
- 弦楽四重奏曲第6番 (シューベルト)
- 弦楽四重奏曲第7番 (シューベルト)
- 弦楽四重奏曲第8番 (シューベルト)
- 弦楽四重奏曲第9番 (シューベルト)
- 弦楽四重奏曲第10番 (シューベルト)
- 弦楽四重奏曲第11番 (シューベルト)
- 弦楽四重奏曲第12番 (シューベルト)
- 弦楽四重奏曲第13番 (シューベルト)
- 弦楽四重奏曲第14番 (シューベルト)
- 弦楽四重奏曲第15番 (シューベルト)
- 弦楽四重奏曲第33番 (シュポーア)
- 弦楽四重奏曲 (シューマン)
- 弦楽四重奏曲第1番 (ショスタコーヴィチ)
- 弦楽四重奏曲第2番 (ショスタコーヴィチ)
- 弦楽四重奏曲第3番 (ショスタコーヴィチ)
- 弦楽四重奏曲第4番 (ショスタコーヴィチ)
- 弦楽四重奏曲第5番 (ショスタコーヴィチ)
- 弦楽四重奏曲第6番 (ショスタコーヴィチ)
- 弦楽四重奏曲第7番 (ショスタコーヴィチ)
- 弦楽四重奏曲第8番 (ショスタコーヴィチ)
- 弦楽四重奏曲第9番 (ショスタコーヴィチ)
- 弦楽四重奏曲第10番 (ショスタコーヴィチ)
- 弦楽四重奏曲第11番 (ショスタコーヴィチ)
- 弦楽四重奏曲第12番 (ショスタコーヴィチ)
- 弦楽四重奏曲第13番 (ショスタコーヴィチ)
- 弦楽四重奏曲第14番 (ショスタコーヴィチ)
- 弦楽四重奏曲第15番 (ショスタコーヴィチ)
- 2つの小品 (ショスタコーヴィチ)
- 弦楽四重奏曲第7番 (シンプソン)
- 弦楽四重奏曲第8番 (シンプソン)
- 弦楽四重奏曲第9番 (シンプソン)
- 弦楽四重奏曲第15番 (シンプソン)

### す
- 弦楽四重奏のためのコンチェルティーノ (ストラヴィンスキー)
- 弦楽四重奏のための3つの小品 (ストラヴィンスキー)
- 弦楽四重奏曲第1番 (スメタナ) 「わが生涯より」
- 弦楽四重奏曲第2番 (スメタナ)

## た行

### た
- 弦楽四重奏曲第4番 (タネーエフ)

### ち
- 弦楽四重奏曲変ロ長調 (チャイコフスキー)
- 弦楽四重奏曲第1番 (チャイコフスキー)
- 弦楽四重奏曲第2番 (チャイコフスキー)
- 弦楽四重奏曲第3番 (チャイコフスキー)
- 弦楽四重奏曲第4番 (ボリス・チャイコフスキー)
- 弦楽四重奏曲第5番 (ボリス・チャイコフスキー)

### て
- 弦楽四重奏曲 (ディーリアス、1888年)

### と
- 弦楽四重奏曲第1番 (ドヴォルザーク)
- 弦楽四重奏曲第2番 (ドヴォルザーク)
- 弦楽四重奏曲第3番 (ドヴォルザーク)
- 弦楽四重奏曲第4番 (ドヴォルザーク)
- 弦楽四重奏曲第5番 (ドヴォルザーク)
- 弦楽四重奏曲第6番 (ドヴォルザーク)
- 弦楽四重奏曲第7番 (ドヴォルザーク)
- 弦楽四重奏曲第8番 (ドヴォルザーク)
- 弦楽四重奏曲第9番 (ドヴォルザーク)
- 弦楽四重奏曲第10番 (ドヴォルザーク)
- 弦楽四重奏曲第11番 (ドヴォルザーク)
- 弦楽四重奏曲第12番 (ドヴォルザーク) 「アメリカ」
- 弦楽四重奏曲第13番 (ドヴォルザーク)
- 弦楽四重奏曲第14番 (ドヴォルザーク)
- 弦楽四重奏曲 (ドビュッシー)

## な行

### に
- 弦楽四重奏曲第1番 (ニールセン)
- 弦楽四重奏曲第2番 (ニールセン)
- 弦楽四重奏曲第3番 (ニールセン)
- 弦楽四重奏曲第4番 (ニールセン)

### の
- 弦楽四重奏曲第1番 (ノアゴー)
- 弦楽四重奏曲第2番 (ノアゴー)
- 弦楽四重奏曲第3番 (ノアゴー)
- 弦楽四重奏曲第4番 (ノアゴー)
- 弦楽四重奏曲第5番 (ノアゴー)
- 弦楽四重奏曲第6番 (ノアゴー)
- 弦楽四重奏曲第7番 (ノアゴー)
- 弦楽四重奏曲第8番 (ノアゴー)
- 弦楽四重奏曲第10番 (ノアゴー)

## は行

### は
- 弦楽四重奏曲第2番 (ハース)
- 弦楽四重奏曲 (バーバー)
- 弦楽四重奏曲第3番 (ハイドン)
- 弦楽四重奏曲第37番 (ハイドン) 「ロシア四重奏曲第1番」
- 弦楽四重奏曲第38番 (ハイドン) 「ロシア四重奏曲第2番」「冗談」
- 弦楽四重奏曲第39番 (ハイドン) 「ロシア四重奏曲第3番」「鳥」
- 弦楽四重奏曲第40番 (ハイドン) 「ロシア四重奏曲第4番」
- 弦楽四重奏曲第41番 (ハイドン) 「ロシア四重奏曲第5番」
- 弦楽四重奏曲第42番 (ハイドン) 「ロシア四重奏曲第6番」
- 弦楽四重奏曲第43番 (ハイドン)
- 弦楽四重奏曲第44番 (ハイドン) 「プロシア四重奏曲第1番」
- 弦楽四重奏曲第67番 (ハイドン) 「ひばり」
- 弦楽四重奏曲第74番 (ハイドン) 「騎士」
- 弦楽四重奏曲第75番 (ハイドン) 「エルデーディ四重奏曲第1番」
- 弦楽四重奏曲第76番 (ハイドン) 「エルデーディ四重奏曲第2番」「五度」
- 弦楽四重奏曲第77番 (ハイドン) 「エルデーディ四重奏曲第3番」「皇帝」
- 弦楽四重奏曲第78番 (ハイドン) 「エルデーディ四重奏曲第4番」「日の出」
- 弦楽四重奏曲第79番 (ハイドン) 「エルデーディ四重奏曲第5番」「ラルゴ」
- 弦楽四重奏曲第80番 (ハイドン) 「エルデーディ四重奏曲第6番」
- 弦楽四重奏曲第83番 (ハイドン)(未完)
- 十字架上のキリストの最後の7つの言葉 (ハイドン)
- 第1アポーニー四重奏曲 (ハイドン)
- 第2アポーニー四重奏曲 (ハイドン)
- 弦楽四重奏曲第2番 (バビット)
- 弦楽四重奏曲第3番 (バビット)
- 弦楽四重奏曲第1番 (バルトーク)
- 弦楽四重奏曲第2番 (バルトーク)
- 弦楽四重奏曲第3番 (バルトーク)
- 弦楽四重奏曲第4番 (バルトーク)
- 弦楽四重奏曲第5番 (バルトーク)
- 弦楽四重奏曲第6番 (バルトーク)

### ひ
- 弦楽四重奏曲第1番 (ピストン)
- 弦楽四重奏曲第2番 (ピストン)
- 弦楽四重奏曲第3番 (ピストン)
- 弦楽四重奏曲第4番 (ピストン)
- 弦楽四重奏曲第5番 (ピストン)
- 朝7時に湯治場で二流のオーケストラによって初見で演奏された「さまよえるオランダ人」序曲 (ヒンデミット)

### ふ
- 弦楽四重奏曲 (フォーレ)
- 菊 (プッチーニ)
- 弦楽四重奏曲第1番 (ブラームス)
- 弦楽四重奏曲第2番 (ブラームス)
- 弦楽四重奏曲第3番 (ブラームス)
- 弦楽四重奏曲 (フランク)
- 弦楽四重奏曲第1番 (ブリッジ)
- 弦楽四重奏曲第2番 (ブリッジ)
- 弦楽四重奏曲第3番 (ブリッジ)
- 弦楽四重奏曲第4番 (ブリッジ)
- 弦楽四重奏曲 (ブルックナー)
- 弦楽四重奏のための書 (ブーレーズ)
- 弦楽四重奏曲第1番 (プロコフィエフ)
- 弦楽四重奏曲第2番 (プロコフィエフ)

### へ
- 弦楽四重奏曲第1番 (ベートーヴェン)
- 弦楽四重奏曲第2番 (ベートーヴェン)
- 弦楽四重奏曲第3番 (ベートーヴェン)
- 弦楽四重奏曲第4番 (ベートーヴェン)
- 弦楽四重奏曲第5番 (ベートーヴェン)
- 弦楽四重奏曲第6番 (ベートーヴェン)
- 弦楽四重奏曲第7番 (ベートーヴェン)
- 弦楽四重奏曲第8番 (ベートーヴェン)
- 弦楽四重奏曲第9番 (ベートーヴェン)
- 弦楽四重奏曲第10番 (ベートーヴェン)
- 弦楽四重奏曲第11番 (ベートーヴェン)
- 弦楽四重奏曲第12番 (ベートーヴェン)
- 弦楽四重奏曲第13番 (ベートーヴェン)
- 弦楽四重奏曲第14番 (ベートーヴェン)
- 弦楽四重奏曲第15番 (ベートーヴェン)
- 弦楽四重奏曲第16番 (ベートーヴェン)
- 大フーガ (ベートーヴェン)
- 弦楽四重奏曲 (ベルク)
- 抒情組曲 (ベルク)
- 弦楽四重奏曲第2番 (ベルワルド)

### ほ
- 弦楽四重奏曲第1番 (ボロディン)
- 弦楽四重奏曲第2番 (ボロディン)

## ま行

### ま
- 弦楽四重奏曲第2番 (マシューズ)
- 弦楽四重奏曲 (マニャール)
- 弦楽四重奏曲第1番 (マルティヌー)

### み
- 弦楽四重奏曲第5番 (ミャスコフスキー)
- 弦楽四重奏曲第1番 (ミヨー)
- 弦楽四重奏曲第2番 (ミヨー)
- 弦楽四重奏曲第3番 (ミヨー)
- 弦楽四重奏曲第4番 (ミヨー)
- 弦楽四重奏曲第6番 (ミヨー)
- 弦楽四重奏曲第6番 (ミヨー)
- 弦楽四重奏曲第9番 (ミヨー)
- 弦楽四重奏曲第10番 (ミヨー)
- 弦楽四重奏曲第12番 (ミヨー)
- 弦楽四重奏曲第14番 (ミヨー)
- 弦楽四重奏曲第15番 (ミヨー)
- 弦楽四重奏曲第17番 (ミヨー)
- 弦楽四重奏曲第18番 (ミヨー)

### め
- 弦楽四重奏曲 (メンデルスゾーン、1823年)
- 弦楽四重奏曲第1番 (メンデルスゾーン)
- 弦楽四重奏曲第2番 (メンデルスゾーン)
- 弦楽四重奏曲第3番 (メンデルスゾーン)
- 弦楽四重奏曲第4番 (メンデルスゾーン)
- 弦楽四重奏曲第5番 (メンデルスゾーン)
- 弦楽四重奏曲第6番 (メンデルスゾーン)

### も
- 弦楽四重奏曲第1番 (モソロフ)
- 弦楽四重奏曲第1番 (モーツァルト) 「ローディ」
- 弦楽四重奏曲第2番 (モーツァルト) 「ミラノ四重奏曲第1番」
- 弦楽四重奏曲第3番 (モーツァルト) 「ミラノ四重奏曲第2番」
- 弦楽四重奏曲第4番 (モーツァルト) 「ミラノ四重奏曲第3番」
- 弦楽四重奏曲第5番 (モーツァルト) 「ミラノ四重奏曲第4番」
- 弦楽四重奏曲第6番 (モーツァルト) 「ミラノ四重奏曲第5番」
- 弦楽四重奏曲第7番 (モーツァルト) 「ミラノ四重奏曲第6番」
- 弦楽四重奏曲第8番 (モーツァルト) 「ウィーン四重奏曲第1番」
- 弦楽四重奏曲第9番 (モーツァルト) 「ウィーン四重奏曲第2番」
- 弦楽四重奏曲第10番 (モーツァルト) 「ウィーン四重奏曲第3番」
- 弦楽四重奏曲第11番 (モーツァルト) 「ウィーン四重奏曲第4番」
- 弦楽四重奏曲第12番 (モーツァルト) 「ウィーン四重奏曲第5番」
- 弦楽四重奏曲第13番 (モーツァルト) 「ウィーン四重奏曲第6番」
- 弦楽四重奏曲第14番 (モーツァルト) 「ハイドンセット第1番」「春」
- 弦楽四重奏曲第15番 (モーツァルト) 「ハイドンセット第2番」
- 弦楽四重奏曲第16番 (モーツァルト) 「ハイドンセット第3番」
- 弦楽四重奏曲第17番 (モーツァルト) 「ハイドンセット第4番」「狩」
- 弦楽四重奏曲第18番 (モーツァルト) 「ハイドンセット第5番」
- 弦楽四重奏曲第19番 (モーツァルト) 「ハイドンセット第6番」「不協和音」
- 弦楽四重奏曲第20番 (モーツァルト) 「ホフマイスター」
- 弦楽四重奏曲第21番 (モーツァルト) 「プロシャ王セット第1番」
- 弦楽四重奏曲第22番 (モーツァルト) 「プロシャ王セット第2番」
- 弦楽四重奏曲第23番 (モーツァルト) 「プロシャ王セット第3番」

## や行

### や
- 弦楽四重奏曲 (矢代秋雄)
- 弦楽四重奏曲第1番 (ヤナーチェク) 「クロイツェル・ソナタ」
- 弦楽四重奏曲第2番 (ヤナーチェク) 「ないしょの手紙」
- 弦楽四重奏曲第2番 (山田耕筰)

### よ
- アトム・ハーツ・クラブ・カルテット (吉松隆)

## ら行

### ら
- 弦楽四重奏曲 (ラヴェル)

### り
- 弦楽四重奏曲第1番 (リゲティ)
- 弦楽四重奏曲第2番 (リゲティ)
- 弦楽四重奏曲第6番 (ベンジャミン・リース)

### ろ
- 弦楽四重奏曲第3番 (ロックバーグ)